# Sobór św. Fiodora Uszakowa w Sarańsku
Sobór św. Fiodora Uszakowa w Sarańsku – prawosławny sobór w Sarańsku, katedra eparchii sarańskiej i mordowskiej.
W 1991 Święty Synod Rosyjskiego Kościoła Prawosławnego wydzielił z terytorium eparchii penzeńskiej samodzielną eparchię sarańską i mordowską. Pierwszą katedrą nowej administratury stała się cerkiew św. Jana Teologa w Sarańsku, która jednak szybko okazała się do tych celów za mała. W związku z tym arcybiskup sarański i mordowski Warsonofiusz zwrócił się do władz Republiki Mordwińskiej z prośbą o zgodę na wzniesienie nowej cerkwi katedralnej. Po kanonizacji Fiodora Uszakowa dokonanej w 2001 przez Rosyjski Kościół Prawosławny został on wybrany na patrona przyszłego soboru. W porozumieniu z władzami lokalnymi jako lokalizacja świątyni został wybrany plac w Sarańsku u zbiegu ulic Bolszewickiej i Radzieckiej. W 2002 budowa soboru została uznana za inwestycję o szczególnym znaczeniu dla całej Mordowii, była wspierana finansowo przez szereg lokalnych prywatnych sponsorów. 8 maja tego samego roku dokonano poświęcenia kamienia węgielnego. Budowa została ukończona w 2006. 6 sierpnia tego roku obiekt poświęcił patriarcha moskiewski i całej Rusi Aleksy II.
Sobór przeznaczony jest dla jednoczesnego udziału w nabożeństwie 3000 osób. Obiekt utrzymany został w stylu empire. Jego główna kopuła (razem z krzyżem) wznosi się na wysokość 62 metrów. 12 dzwonów soboru zlokalizowano w czterech dzwonnicach w narożnikach obiektu.
We wnętrzu obiektu znajduje się ikonostas wykonany z pokrytego złotem drewna. Dzieli się on na trzy części, wyznaczone przez trzy ołtarze soboru: św. Fiodora Uszakowa (główny), św. Serafina z Sarowa (prawy) i Świętych Męczenników i Wyznawców Mordowskich (lewy). Ikonostas powstał w pracowni w Saratowie pod kierunkiem I. Szemiakina. 